# خزان مانانتالي
خزان مانانتالي سد متعدد الأغراض على نهر بافينغ في سهل نهر السنغال، يبعد 90كم إلى الجنوب الغربي من بافولابيه في منطقة كايس في دولة مالي.